# Redemption (2012)
Redemption ist ein US-amerikanischer Dokumentar-Kurzfilm der Regisseure Jon Alpert und Matthew O’Neill aus dem Jahr 2012. Der Film stellt die Situation der Canners dar, der Menschen in der amerikanischen Metropole New York City, die darauf angewiesen sind, durch das Sammeln von Pfandflaschen und -dosen für ihren Lebensunterhalt zu sorgen. Der Film wurde für den Oscar in der Kategorie „Bester Dokumentar-Kurzfilm“ nominiert.

## Inhalt
Der Dokumentarfilm stellt verschiedene „Canner“, also Männer und Frauen, die auf den Straßen von New York City Pfandflaschen und -dosen sammeln, vor und lässt sie zu Wort kommen. Zu den Hauptakteuren zählen
- Jamie, ein 54-jähriger ehemaliger Fabrikarbeiter;
- Lilly, eine 55-jährige ehemalige Restaurantangestellte;
- Mr. John, ein 58-jähriger Japaner, der im World Trade Center arbeitete;
- Nuve, eine 36-jährige Ecuadorianerin und vierfache Mutter;
- Susan, eine 64-jährige ehemalige New Yorker Verkaufsleiterin bei IBM;
- Walter, ein 66-jähriger obdachloser Kriegsveteran und ehemaliger Türsteher.

Walter erklärt unter anderem, wie stark die Zahl der Flaschensammler seit einiger Zeit angestiegen ist, und beschreibt die Anstrengungen, die die Canner auf sich nehmen: Um davon Leben zu können, müssen sie hart arbeiten, zum Teil bis zu 20 Stunden am Tag sammeln. Für die Sammler rechnet sich das Meiste in Flaschen und Dosen. Der Film stellt neben der Konkurrenz, in der die Sammler zueinander stehen, auch die freundliche Stimmung innerhalb der Gemeinschaft der Sammler vor, die untereinander viel Kontakt haben und sich vielfach auch gegenseitig unterstützen. Die Canner stellen ihre Lebenslagen dar, wie Lilly, eine Flaschensammlerin, die sich mit sechs weiteren ein kleines Zimmer in Chinatown teilt und es damit besser dasteht, als viele obdachlose Sammler. Die Frage nach der Ursache der beständig wachsenden Anzahl von Cannern wird auch gestellt und findet sich vielfach in dem Verlust von Arbeitsplätzen. Der Mangel an Arbeitsplätzen macht es für die meisten der Canner auch nahezu unmöglich, wieder einer bezahlten Arbeit nachzugehen, weshalb für sie nur das Pfandsammeln bleibt.

## Produktion
Die Idee zu der Dokumentation entstand durch Sheila Nevins, die Leiterin der Dokumentarabteilung beim Fernsehsender HBO. Nachdem ihr ein Flaschensammler aufgefallen war, stellte sie die Frage nach den persönlichen Geschichten und Hintergründen dieser Menschen. Jon Alpert und Matthew O’Neill begannen mit den Arbeiten zu der Dokumentation, die rund zweieinhalb Jahre dauerten. In den ersten Monaten versuchten sie zunächst ohne Kamera, Kontakte zur Gemeinschaft der Flaschen- und Dosensammler zu knüpfen, um eine Vertrauensbasis zu schaffen. So waren sie zunehmend über die Abläufe und den Umgang der Menschen informiert, was ihnen half, mit den Menschen für ihre Dokumentation ins Gespräch zu kommen. Anfang 2010 begann man mit Filmaufnahmen und schlussendlich hatte man Filmmaterial, um einen Dokumentarfilm in voller Länge produzieren zu können. Beim Schnitt des Filmmaterials entschieden die beiden Dokumentarfilmer jedoch, Redemption als Kurzfilm zu veröffentlichen, der am Ende eine Länge von 35 Minuten hatte. Die Filmmusik steuerte Jonathan Zalben bei.
Der Film hatte am 5. April 2013 seine Premiere auf dem Ashland Independent Film Festival und wurde am 14. Oktober 2013 auf dem amerikanischen Fernsehsender HBO erstmals ausgestrahlt. Außerdem wurde Redemption von ShortsHD und Magnolia Pictures zusammen mit den 14 anderen oscarnominierten Kurzfilmen aus dem Jahr 2013 als Anthologie ins Kino gebracht.

## Auszeichnungen und Nominierungen
- Oscarverleihung 2013: Nominierung in der Kategorie „Bester Dokumentar-Kurzfilm“[11]